# Ongevlekt lieveheersbeestje
Het ongevlekt lieveheersbeestje (Oenopia impustulata) is metalig glimmend zwart van kleur zonder  vlekken. Het is een in België en Nederland zeer zeldzaam lid van de familie van de lieveheersbeestjes. Het leeft op zandgronden in berken op vochtige heidevelden en bij vennen. De periode van activiteit is van mei tot oktober. Bladluizen vormen waarschijnlijk de voedselbron. 
Het ongevlekt lieveheersbeestje is 3,5-5 mm groot. De lichaamsbouw is ovaal met verbrede randen aan de zwarte dekschilden. Het halsschild is ook zwart maar heeft witte zijranden. De soort kan verward worden met zwarte exemplaren van het hiërogliefenlieveheersbeestje die er bijna hetzelfde uitzien.

## Verspreiding en leefgebied
De soort komt voor in Europa.
1. ↑  | Nederlands Soortenregister. www.nederlandsesoorten.nl. Geraadpleegd op 3 januari 2023.
2. ↑  (en) Oenopia impustulata (Linnaeus, 1767). www.gbif.org. Geraadpleegd op 3 januari 2023.